# Poephila cincta
El diamante gorjinegro (Poephila cincta) es una especie de ave paseriforme de la familia Estrildidae endémica los bosques del noreste de Australia, desde la Península del Cabo York hasta el noreste de Nueva Gales del Sur. 

## Taxonomía
Originalmente descrito fue por el ornitólogo John Gould en 1837, su epíteto específico en Latín es cincta que es el femenido de «cinturón». Está posicionado en la familia Australo-papuana Estrildidae, aunque esta familia completa se había asociado previamente en la familia de los gorriones, Passeridae.
Un estudio genético publicado en el año 2005 demostró que este pájaro divergió del Diamante colilargo (Poephila acuticauda) hace más de 0,6 millones de años

### Subespecies
Esta ave tiene dos subespecies, con formas intermedias entre los dos.
- Poephila cincta cincta se diferencia por tener la rabadilla blanca. Se puede encontrar al sur de Townsville[6]
- Poephila cincta atropygialis es una subespecie que se diferencia por tener la rabadilla negra. Habita al norte de Cairns, aunque también se lo puede encontrar ampliamente extendido hacia el sur.[6]

## Descripción
Midiendo alrededor de 10 cm (4 in) de largo, el pinzón de garganta negra tiene un pico corto y negro. Así también alrededor de los ojos y la garganta son de este color. En contraste las mejillas son blancas, destacando del resto de la cabeza que es de un color gris pálido. Las alas, pecho y abdomen son de color café pálido, y su cola, por lo demás corta, es negra, mientras la rabadilla es negra en las especies del norte y blanca en las del sur.

## Distribución y hábitat
Se puede encontrar tradicionalmente desde el sur de la península de Cabo York hasta el este de Queensland y al noreste de Nueva Gales del Sur en vecindad a Tenterfield, sin embargo no hay registros de esta ave en Nueva Gales del Sur desde 1994. Es sedentaria y localmente nómada. Se puede encontrar en los bosques verdes, generalmente cerca de cuerpos de agua así como ríos.

### Amenazas
En las décadas pasadas la población de esta especie ha declinado; la subespecie del sur ha sido declarada amenazada en Nueva Gales del Sur, y vulnerable en Queensland, y parece haber desaparecido en cerca del 80% de su antiguo hábitat. La razón de este declive es probablemente debido a la extensión del pastoreo, aumento de los incendios forestales y el aumento de la densidad de malezas leñosas nativas en las sabanas cubiertas de hierba. Los gobiernos de Nueva Gales del Sur y de Queensland publicaron un Plan nacional de Gestión en 2004.
Mucha de la población que queda está ubicada cerca de Townsville, donde ha habido problemas por la invasión en el hábitat de esta ave producto del desarrollo.

## Comportamiento
Esta ave se puede encontrar en bandadas de más de 30 aves.

### Alimentación
Primariamente se alimenta de semillas de varias especies de pastos, aunque también come arañas y hormigas. En la época lluviosa, también cazan termitas voladoras.

### Reproducción
Su periodos de reproducción va desde septiembre hasta enero en las aves que habitan al sur del rango de distribución, y después del monzón en febrero en las especies del norte. Una o dos crías son empolladas durante este periodo de tiempo. El nido es una estructura de forma redonda hecha de pastos secos con una entrada tubular ubicada en lo alto de un eucalipto, 5 metros sobre el nivel del suelo. Ponen de cuatro a seis huevos ovalados de color blanco opaco de 12 x 17 mm.

## Avicultura
Las especie se reproduce y se cría fácilmente en cautiverio.